# Hoàng Khánh Hưng
Hoàng Khánh Hưng (sinh năm 1947) là một sĩ quan cao cấp của Quân đội nhân dân Việt Nam, hàm Trung tướng, nguyên Phó Tư lệnh Chính trị (Chính ủy) Binh chủng Công binh, Chính ủy Học viện Kỹ thuật Quân sự.
Hiện ông là Chủ tịch Hội Hỗ trợ gia đình liệt sĩ Việt Nam

## Tiểu sử
Hoàng Khánh Hưng sinh năm 1947 tại Nghệ An. Tháng 11 năm 1965, ông nhập ngũ. Đến tháng 10 năm sau thì được kết nạp vào Đảng Cộng sản Việt Nam. Năm 1995, ông được bổ nhiệm làm Phó Tư lệnh Chính trị (Chính ủy) Binh chủng Công binh và thăng hàm Đại tá. Trong khoảng thời gian này, ông có liên quan đến việc buôn bán đất trái phép tại số 10 đường Lý Nam Đế, quận Hoàn Kiếm, Hà Nội.
Năm 2002, ông được bổ nhiệm làm Phó Giám đốc về Chính trị (Chính ủy) của Học viện Kỹ thuật Quân sự và thăng hàm Thiếu tướng. Năm 2007, ông được thăng hàm Trung tướng khi đang là Chính ủy, Bí thư Đảng ủy Học viện Kỹ thuật Quân sự. Sau khi về hưu, ông đảm nhiệm Phó trưởng ban Thường trực Ban liên lạc Truyền thống Cựu chiến binh Quân khu Trị-Thiên.

## Lịch sử phong quân hàm
| Năm thụ phong | 1995   | 2002        | 2007        |
| ------------- | ------ | ----------- | ----------- |
| Cấp bậc       | Đại tá | Thiếu tướng | Trung tướng |